# Bispirazolone
Il bispirazolone è un composto eterociclico derivato dal pirazolo.
A temperatura ambiente si presenta come un solido giallognolo inodore.